# Proof (rapper)
Proof, pseudonimo di DeShaun Dupree Holton (Detroit, 2 ottobre 1973 – Detroit, 11 aprile 2006), è stato un rapper statunitense.

## Biografia
Proof è divenuto famoso per aver fatto parte dei D12, in cui usava anche lo pseudonimo Derty Harry. Prima della nascita della Dirty Dozen, Proof organizzava per l'Hip Hop Shop di Detroit dei tornei di freestyle, oltre a far parte della crew 5 Elements. In quello stesso periodo, inoltre, realizzò un EP da solista. Nel 1994 Proof prese parte al video Age Ain't Nothing but a Number di Aaliyah. Insieme ai D12, formati attualmente da Eminem, Kon Artis, Kuniva, Bizarre e Swift, pubblicò due album: Devil's Night, nel 2001, e D12 World, nel 2004.
Nel 1999 vinse la Freestyle Competition, evento musicale organizzato dalla rivista The Source. Un anno dopo la pubblicazione della canzone Like Toy Soldiers in cui simulava la propria morte, l'11 aprile 2006 Proof morì colpito da quattro colpi di pistola a seguito di una rissa scoppiata al CCC Nightclub. A lui sono dedicate due canzoni del rapper Eminem dal titolo Difficult e You're Never Over, in cui vengono ricordati vari momenti trascorsi insieme dai due rapper.

## Discografia

### Album in studio
- 2004 - I Miss the Hip Hop Shop
- 2005 - Searching for Jerry Garcia
- 2005 - Grow Man Shit
- 2010 - Time a Tell

### Con i D12
- 2000 - Detroit, What? Snippet
- 2001 - Devil's Night
- 2004 - D12 World
- 2006 - Lost in London

### Con Promatic
- 2002 - Promatic